# Distretto di Pallpata
Il distretto di Pallpata è uno degli otto distretti della  provincia di Espinar, in Perù. Si trova nella regione di Cusco.